# Morgan Weisser
Morgan Weisser (Los Angeles, 12 mei 1971) is een Amerikaans acteur.

## Biografie
Weisser werd geboren in de wijk Venice van Los Angeles als zoon van acteur Norbert Weisser, zijn vader is van geboorte Duits.
Weisser begon in 1984 als jeugdacteur met acteren in de film City Limits. Hierna heeft hij nog meerdere rollen gespeeld in films en televisieseries. Hij is het meest bekend van zijn rol als Luitenant Nathan West in de televisieserie Space: Above and Beyond waar hij in 23 afleveringen speelde (1995-1996). In 1991 werd hij genomineerd voor een Young Artist Award voor zijn rol in de film Extreme Close-Up in de categorie Beste Jonge Acteur in een Film.
Weisser is in 2002 getrouwd.

## Filmografie

### Films
- 2010 Tales of an Ancient Empire – als kapitein Avel
- 2010 Bulletface – als Josh Wexler
- 2006 Cool Air – als Charles Baxter
- 2005 Infection – als Timmy Boswell
- 2004 Murder Without Conviction – als rechercheur Jack Brooks
- 1995 Mother – als Tom Hendrix
- 1994 A Burning Passion: The Margaret Mitchell Story – als Clifford
- 1994 Desvio al paraiso – als Gus
- 1992 Stay the Night – als Michael Kettman jr.
- 1991 Long Road Home – als Jake Robertson
- 1990 Prayer of the Rollerboys – als Bullwinkle
- 1990 Extreme Close-Up – als David Toll
- 1984 City Limits – als jongere Mick

### Televisieseries
Uitgezonderd eenmalige gastrollen.
- 2004 American Family – als dr. Peters – 5 afl.
- 1995 – 1996 Space: Above and Beyond – als luitenant Nathan West – 23 afl.